# Chimarra braconoides
Chimarra braconoides är en nattsländeart som först beskrevs av Walker 1860.  Chimarra braconoides ingår i släktet Chimarra och familjen stengömmenattsländor. Inga underarter finns listade i Catalogue of Life.